# 이돈화
이돈화(李敦化, 일본식 이름: 白山一熊시로야마 가쓰쿠마, 1884년 1월 10일 ~ 1950년)는 일제강점기의 천도교 지도자이며 사상가였다. 천도교 도호는 두암(豆菴)이며 아호로 야뢰(夜雷)와 백두산인(白頭山人)이 있다.

## 생애
함경남도 고원군에서 태어나 19세 때인 1902년에 동학에 입교했다. 1910년에 천도교월보사가 설립되어 《천도교월보》를 펴내기 시작하자, 월보사 사원으로 근무하면서 천도교 언론 분야에서 꾸준히 공헌했다.
1920년에는 월간지 《개벽(開闢)》을 창간하여 1926년에 강제 폐간될 때까지 주간으로 근무했다. 1919년 발생한 3·1 운동에 주도적으로 참가한 천도교계가 발행한 이 잡지는, 3·1 운동의 바탕이 된 자주 사상을 고취하고 천도교 교리의 근대적 보급에 기여했다. 1922년에는 《부인지(婦人誌)》를, 1926년에는 《신인간(新人間)》을 창간하여 편집인 겸 발행인으로 재직했다.
1923년 천도교청년당 창설에 참여했고, 천도교 종법사와 총부대령 등 교단의 간부도 역임했다. 이돈화는 최린이 주도한 천도교 신파에서 이론가 역할을 맡았는데, 태평양 전쟁 시기 중 최린이 전쟁 지원 활동에 적극 나설 때 조선임전보국단에 참여하고 직접 연설을 하는 등 일제에 협력한 행적이 있다.
광복 후에는 38선 이북 지역에 거주했는데, 1950년 한국 전쟁이 발발한 후 행적을 알 수 없다. 당시 이돈화는 평안남도 양덕군에 있는 천도교 수도원에 머물고 있었으며, 조선인민군에게 체포되어 갔다는 설이 있어 납북된 것으로 기록되었다. 1950년 12월 전후에 사망한 것으로 추정된다.
천도교의 역사를 다룬 《천도교창건사》와 천도교 사상을 근대적 시각으로 해석한 《신인철학》 등 다수의 저서와 논문이 있다. 《신인철학》에서는 정신개벽, 민족개벽, 사회개벽의 3대개벽을 주창한 바 있다.

## 사후
김일성은 회고록 《세기와 더불어》에서 10대 시절인 1920년대에 읽은 《개벽》에 대해서 혁신적인 대중잡지로 높이 평가하면서, 《개벽》의 편집인이자 주요 필진이기도 했던 이돈화에 대해서도 "동학의 교리를 이론적으로 정립하고 철학적으로 해석하는데서 주동적 역할을 한 재능있는 이론가"라고 평했다.
2008년 발표한 민족문제연구소가 친일인명사전 수록예정자 명단 가운데 천도교 부문에 선정되었으며 2009년 친일반민족행위진상규명위원회가 발표한 친일반민족행위 705인 명단에도 포함되었다.

## 같이 보기
- 조선임전보국단

## 참고자료
- 이돈화(李敦化) - 한국학중앙연구원